# Эксперимент Эвери, Маклеода и Маккарти
Эксперимент Освальда Эвери, Колина Маклауда и Маклина Маккарти, произведённый в 1944 году, доказал, что веществом, вызывающим трансформацию бактерий, является ДНК.
Это явилось первым материальным доказательством роли ДНК в наследственности.
Эксперимент Эвери, Маклауда и Маккарти стал кульминацией исследований, начатых экспериментом Гриффита в 1928 году и проводившихся в Рокфеллеровском институте медицинских исследований в 1930-х — 1940-х годах. В эксперименте Гриффита убитые пневмококки (Streptococcus pneumoniae) вирулентного штамма III-S, введенные с живыми невирулентными пневмококками штамма II-R, вызывали инфекцию типа III-S.
В статье, опубликованной в феврале 1944 года в Журнале экспериментальной медицины (англ. Journal of Experimental Medicine), Эвери с соавторами показал, что ДНК, но не белки являлись веществом, определяющим наследственность у бактерий.

## Предыстория
После разработки метода серологического типирования медики получили возможность определять принадлежность бактерий к тому или иному штамму. Человек или животное, в организм которого попадает определенный штамм бактерий, в результате иммунного ответа образует антитела, специфически реагирующие с антигенами на поверхности этих бактерий. Содержащая антитела сыворотка крови может быть выделена и использована для тестирования разных штаммов. Антитела реагируют только с бактериями того типа, который использовался при иммунизации. Штаммы пневмококка были впервые описаны и типированы немецким бактериологом Фридрихом Нойфельдом (нем. Fred Neufeld). До исследований Гриффита бактериологи полагали, что штаммы не изменяются от поколения к поколению.
В эксперименте Гриффита, результаты которого были опубликованы в 1928 году, было установлено, что какой-то «трансформирующий агент» заставляет пневмококки превращаться из одного штамма в другой. Гриффит, британский офицер, медик, многие годы занимался серологическим типированием пневмонии. Гриффит предполагал, что штаммы, склонные к вирулентности, и невирулентные штаммы превращаются друг в друга (но не предполагал, что разные штаммы могут одновременно заражать один организм). Проверяя данную возможность, Гриффит показал, что трансформация может происходить в случае, когда мышей иммунизировали убитыми бактериям вирулентного штамма и живыми бактериями невирулентного штамма. Позднее из умерших мышей были выделены живые бактерии вирулентного штамма
Данные, полученные Гриффитом, позднее были подтверждены Нойфельдом в Институте Коха и Мартином Досоном (англ. Martin H. Dawson) в Рокфеллеровском институте Учёные Рокфеллеровского института продолжили изучение трансформации в последующие годы. Совместно с Ричардом Сиа Досон разработал метод трансформации клеток бактерий in vitro (эксперимент Гриффита был сделан в условиях in vivo. После отъезда Досона в 1930 году, Джеймс Эллоуэй (англ. James Alloway) предпринял попытки продолжить исследования Гриффита и к 1933 году получил водный экстракт трансформирующего агента. Колин Маклауд работал над очисткой этих растворов с 1934 по 1937 год. Исследования были продолжены в 1940 году и завершены Маклином Маккарти.

## Эксперимент
Пневмококки в норме образуют гладкие (то есть крупные, с ровной поверхностью) колонии и имеют полисахаридную капсулу, компоненты которой и запускают образование антител.
В ходе эксперимента пневмококки, образующие гладкие колонии, были убиты нагреванием, и из них был извлечён компонент, растворимый в водно-солевом растворе. Белки были осаждены хлороформом, а полисахаридные капсулы, обусловливающие антигенные свойства бактерий, гидролизованы специфичным ферментом. Для подтверждения полного гидролиза капсул, была проведена процедура иммунопреципитации специфическими антителами. После разделения в спирте из полученной активной фракции были выделены волокнистые тяжи.
Химический анализ показал, что соотношение углерода, водорода, азота и фосфора в полученном осадке соответствует соотношению этих же элементов в молекуле ДНК. Для подтверждения того, что действующим началом трансформации является именно ДНК, но не РНК, белки или другие компоненты клетки, Эвери с сотрудниками обработали смесь трипсином, химотрипсином, рибонуклеазой, но эта обработка никак не влияла на трансформирующие свойства. Лишь обработка ДНКазой приводила к разрушению трансформирующего начала. Таким образом было установлено, что действующим началом бактериальной трансформации является дезоксирибонуклеиновая кислота (ДНК).